# Caralluma peschii
Caralluma peschii är en oleanderväxtart som beskrevs av Gert Cornelius Nel. Caralluma peschii ingår i släktet Caralluma och familjen oleanderväxter. Inga underarter finns listade i Catalogue of Life.